# Carta europea delle lingue regionali o minoritarie
     Stati aderenti che hanno firmato e ratificato la Carta;
     Stati aderenti che l'hanno firmata, ma non ratificata;
     Altri Stati membri del Consiglio d'Europa.

Carta europea per le lingue regionali o minoritarie
Stati aderenti che hanno firmato e ratificato la Carta;
Stati aderenti che l'hanno firmata, ma non ratificata;
Altri Stati membri del Consiglio d'Europa.

La Carta europea delle lingue regionali o minoritarie (in lingua inglese: European Charter for Regional or Minority Languages, ECRML) è un trattato internazionale concluso a Strasburgo il 5 novembre 1992 nell'ambito del Consiglio d'Europa (STE 148).

## Obiettivi e motivazioni
La Carta intende, da un lato, tutelare e promuovere le lingue regionali o minoritarie come parti del patrimonio culturale europeo in pericolo d'estinzione e, dall'altro, promuovere l'uso di queste lingue nella vita pubblica e privata. Il suo scopo è essenzialmente culturale. Contiene molte norme di tutela linguistica.
Essa nasce dalla constatazione che in varie parti d'Europa vivono popolazioni autoctone che parlano una lingua diversa da quella della maggioranza della popolazione dello Stato di appartenenza.
La Carta non comprende le lingue parlate dalle comunità di immigrati.

## Definizioni e lingue interessate
Aree di insediamento della comunità italiana in Slovenia;
     Comuni in Croazia dove la comunità italiana supera il 30% dei residenti (censimento 2011);
     Comuni in Croazia dove la comunità italiana rappresenta tra il 5% e il 30% dei residenti.

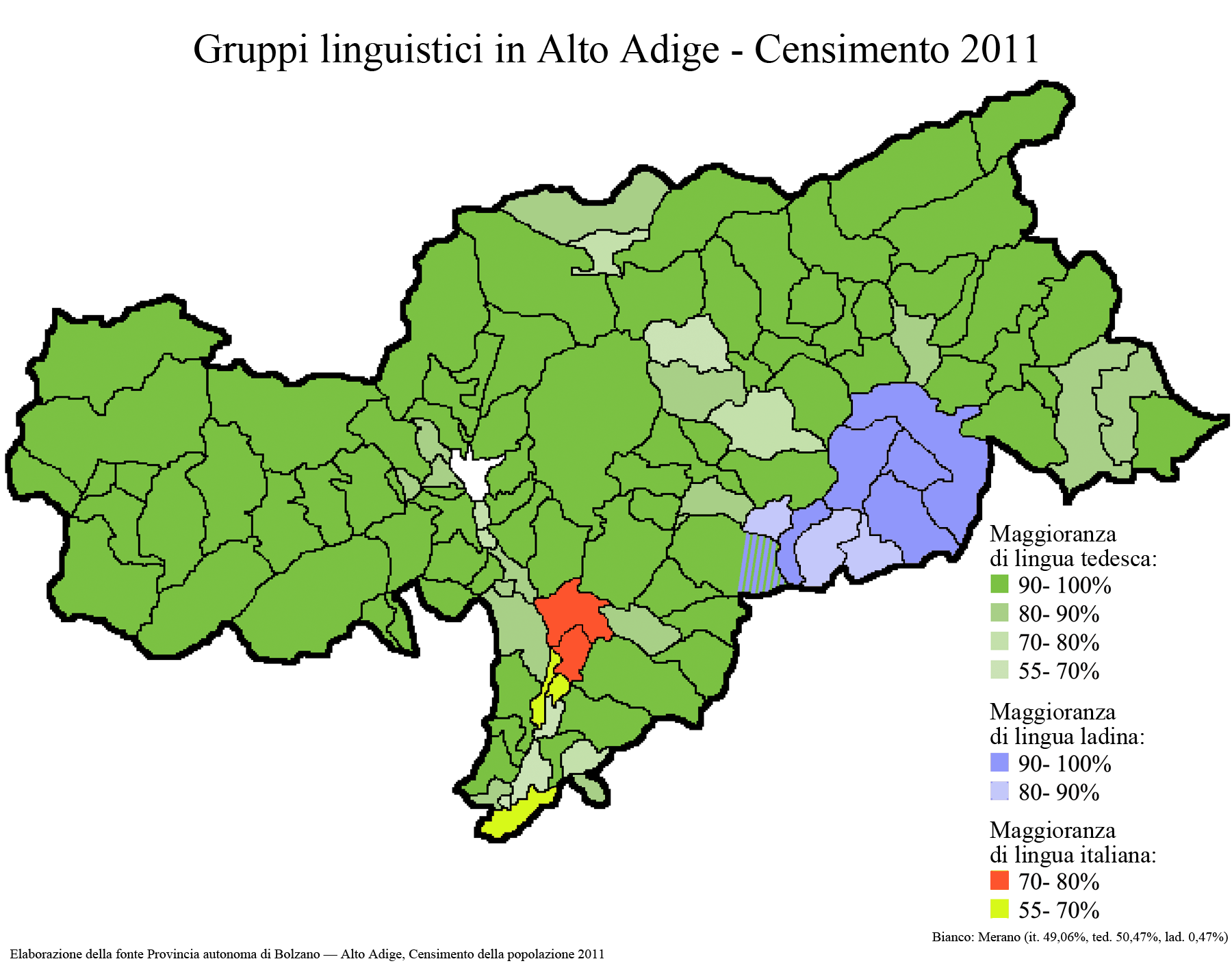
Esempio di lingua regionale:
Cittadini di lingua tedesca in Alto Adige

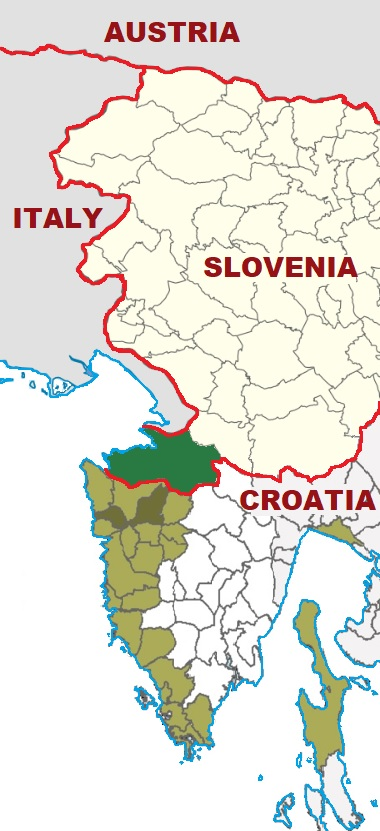
Esempi di lingua minoritaria:
Aree in Slovenia ed in Croazia, in cui vigono norme di tutela della lingua italiana:
Aree di insediamento della comunità italiana in Slovenia;
Comuni in Croazia dove la comunità italiana supera il 30% dei residenti (censimento 2011);
Comuni in Croazia dove la comunità italiana rappresenta tra il 5% e il 30% dei residenti.

Le lingue di cui al presente accordo sono le lingue tradizionalmente usate da una parte (generalmente minoritaria) dei cittadini di uno Stato europeo.
All'articolo 1 - Definizioni, la Carta stabilisce che:
La "Carta" usa l'espressione "lingue regionali o minoritarie" senza distinguere tra "lingue regionali" e "lingue minoritarie", e anche la definizione all'art. 1) fa riferimento all'intera espressione prima citata. In nessuna parte del trattato la "lingua regionale" e/o la "lingua minoritaria" sono normate separatamente, né vengono distinte sul piano concettuale fornendo due diverse definizioni delle stesse.
- Per lingua regionale va intensa una lingua che viene utilizzata solo da una porzione della popolazione complessiva di uno Stato, ma che in una limitata area (regione) dello Stato viene utilizzata dalla maggioranza della popolazione ivi residente (es.: lingua tedesca in Alto Adige).[4]
- Per lingua minoritaria va intesa invece una lingua, utilizzata da una significativa porzione della popolazione complessiva dello Stato, generalmente concentrata in delimitate aree dello Stato. (es: lingua italiana nelle località rivierasche della Slovenia, o dell’Istria in Croazia). Una lingua minoritaria, che risulti utilizzata in modo diffuso sul territorio dello Stato e non solo in delimitate aree dello Stato, viene considerata lingua minoritaria “non territoriale” (es. lingua romaní)[5].

All'articolo 1) la Carta si limita a poche indicazioni per definire il quadro entro il quale poi gli Stati firmatari sceglieranno le lingue tutelate dalla "Carta": al punto "a" - ii) è precisato che sono escluse le "lingue ufficiali" dello Stato, i "dialetti" delle lingue ufficiali (ma non specifica cosa costituisca un dialetto), e le lingue dei migranti (in quanto non usate "tradizionalmente sul territorio dello Stato"). La "Carta" all'art. 1 punto c), prevede inoltre anche la tutela delle comunità linguistiche parlanti una "lingua non territoriale" (es.: lingua romanì, lingua yiddish): tutela non prevista dalla Legge italiana 482/99 (tutela minoranze linguistiche).
La Carta non riporta uno specifico elenco di lingue in quanto ai sensi dell'art. 3 punto 1) tale elenco va comunicato da ogni Stato firmatario all'atto della ratifica della Carta stessa.
Alcuni paesi, aderendo alla carta, hanno specificato l'elenco delle lingue applicabili. Tra gli altri:
- Austria: ceco, croato del Burgenland, romani, slovacco, sloveno, ungherese;
- Croazia: ceco, italiano, ruteno, serbo, slovacco, sloveno, ucraino, ungherese
- Slovenia: italiano e ungherese
- Svizzera: italiano e romancio

Ai sensi della Carta, l'italiano è riconosciuto lingua minoritaria in Svizzera, Slovenia, Croazia, Bosnia-Erzegovina e Romania.

## Azioni che gli Stati firmatari devono o possono adottare

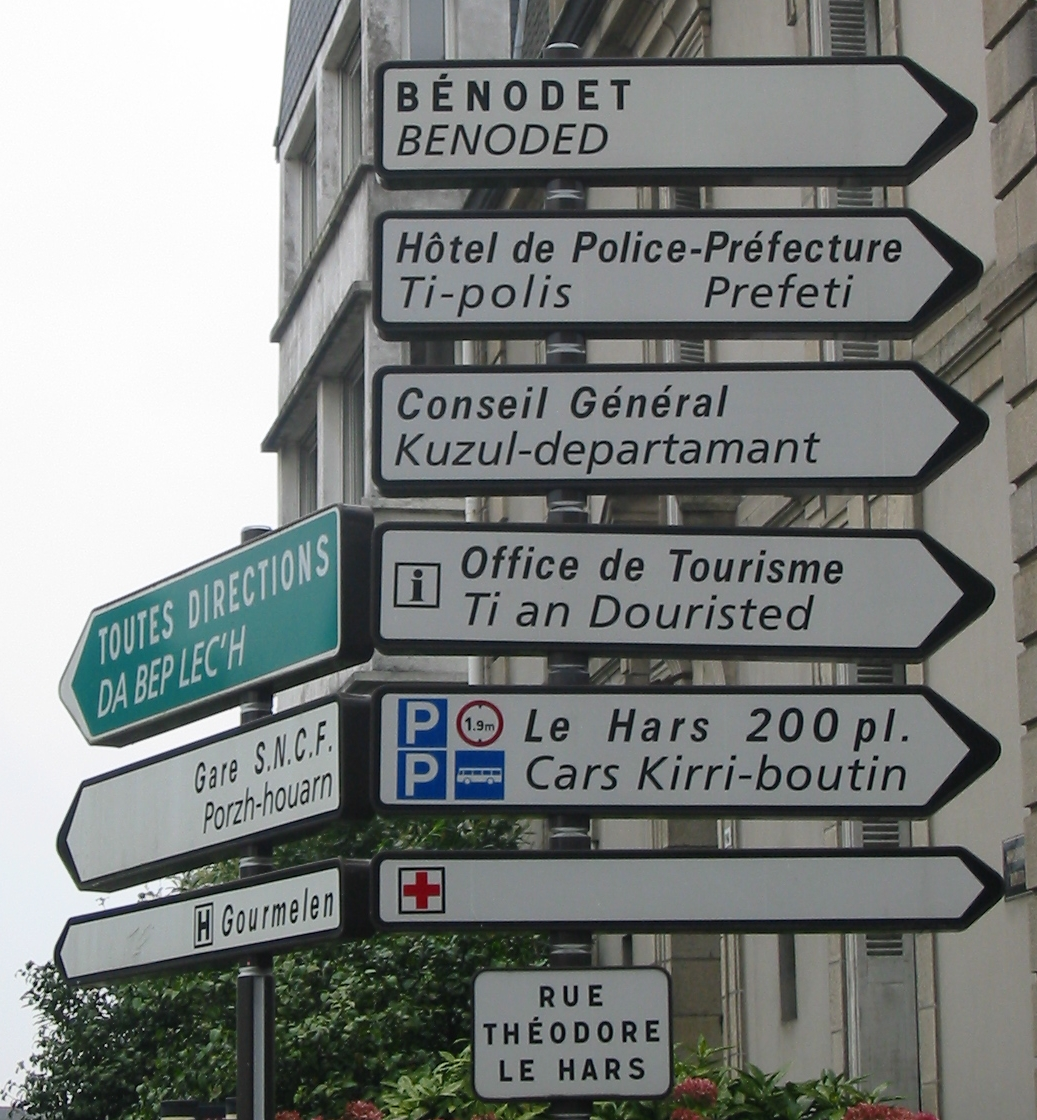
Un esempio di azione proposta dalla Carta: cartelli bilingui in francese e bretone a Quimper.

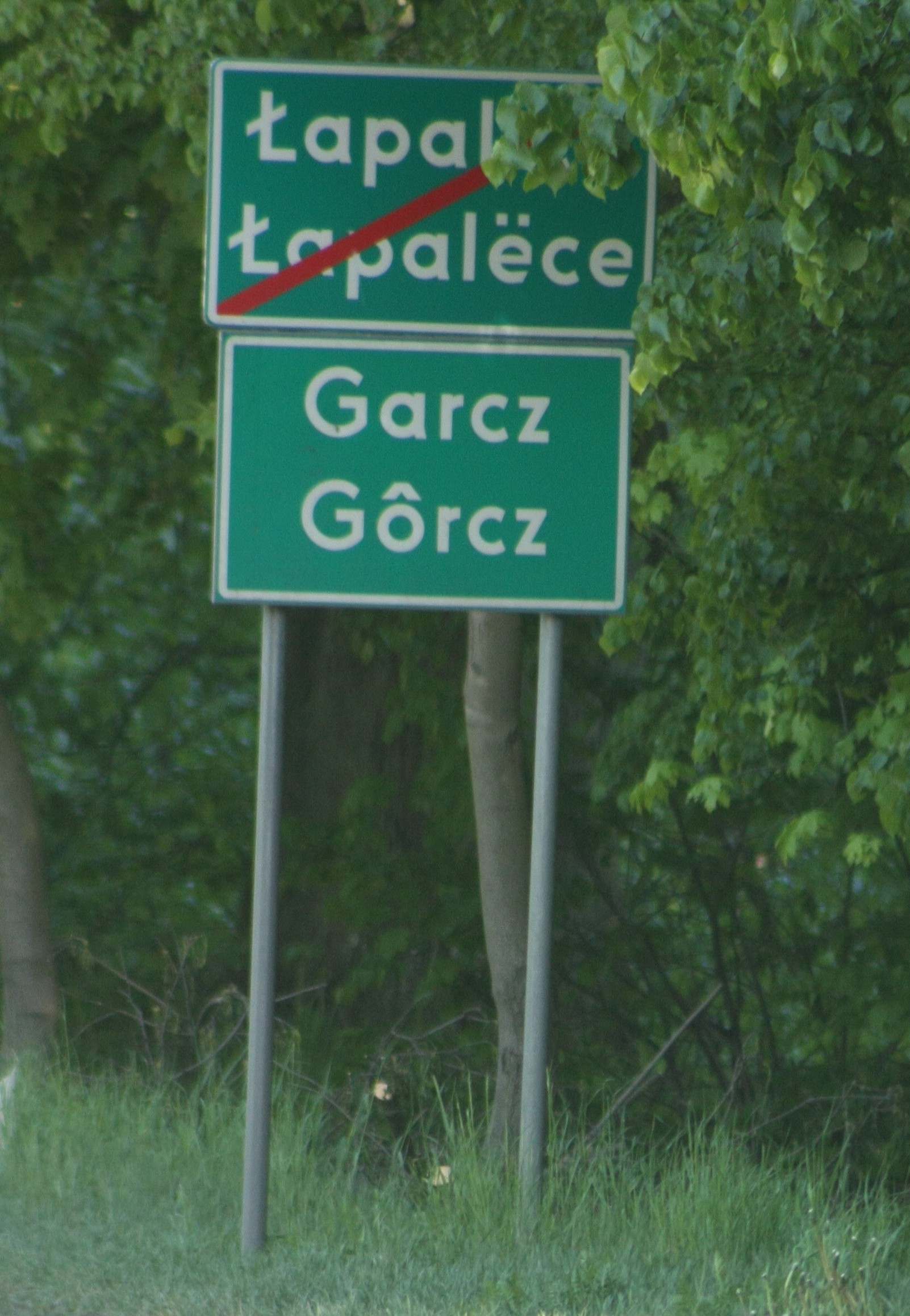
Segnale stradale bilingue: polacco e casciubo

Gli Stati che hanno firmato e ratificato la Carta si impegnano a:
- Riconoscere le lingue regionali o minoritarie come espressione della ricchezza culturale;
- Rispettare la zona geografica dove una lingua regionale o minoritaria è radicata;
- Adottare azioni efficaci per promuovere queste lingue;
- Facilitarne e incoraggiarne l'uso, scritto e parlato, nella vita pubblica e privata;
- Mettere a disposizione forme e mezzi adeguati di educazione a tutti i livelli appropriati;
- Promuovere gli scambi transfrontalieri;
- Proibire ogni distinzione, discriminazione, esclusione, restrizione o preferenza relative alla pratica di una lingua minoritaria o ogni atto destinato a scoraggiare o mettere in pericolo il mantenimento o lo sviluppo di essa;
- Promuovere la comprensione reciproca tra tutti i gruppi linguistici di un Paese.

La Carta fornisce un elenco di azioni che gli Stati firmatari possono adottare per proteggere e promuovere le lingue storiche regionali e delle minoranze, come ad esempio l'uso di segnaletica bilingue  o l'apertura di scuole specializzate nell'insegnamento della lingua protetta. Gli Stati dovrebbero mettere in atto almeno 35 di queste azioni.

## Adesioni
Tutti i paesi europei, senza eccezione, possono firmare la Carta, anche se non hanno una lingua regionale o minoritaria (come il caso del Lussemburgo per esempio). Gli Stati membri possono scegliere di riconoscere la lingua che vogliono ma devono operare in conformità delle regole stabilite dalla Carta. Inoltre, gli Stati possono sempre aggiungere altre lingue dopo quelle già proposte all'atto della ratifica.
La carta è entrata in vigore quando è stata ratificata da almeno cinque stati, cioè il 1º marzo 1998.
Al 28 giugno 2009 la Carta è stata firmata da 33 stati europei, tra cui la Svizzera (nel 1993) e l'Italia (nel 2000). Di questi, 24 stati l'hanno anche ratificata.
La Francia ha firmato la convenzione il 7 maggio del 1999, provvedendo a fornire una lista delle lingue regionali riconoscendole come patrimonio nazionale. Un primo elenco delle lingue parlate in Francia era stato redatto da Bernard Cerquiglini, allora vicepresidente del Conseil supérieur de la langue française, per un totale di settantacinque idiomi territoriali e non; il Consiglio Costituzionale ritenne però contrario alla Carta Fondamentale il contenuto della Convenzione, che non ha ricevuto ratifica. Infatti, sul piano politico la posizione ufficiale della Francia è che nel territorio nazionale non esistano minoranze linguistiche, bensì "dialetti" (patois) nell'accezione, ampiamente diffusa anche in Italia, di vari linguaggi contrapposti alla lingua nazionale. Purtuttavia, l'organismo governativo deputato un tempo alla tutela della sola lingua francese ha preso in considerazione anche le lingue regionali, cambiando nome in Délégation générale à la langue française et aux langues de France ("Delegazione Generale per la lingua francese e le lingue della Francia"); inoltre, le lingue regionali hanno progressivamente goduto di una qual certa promozione, essendo previsto anche il loro insegnamento opzionale nella scuola pubblica, come in Corsica e Bretagna.
Seguendo l'esempio francese, l'Italia ha ugualmente firmato la carta il 27 giugno del 2000, senza mai ratificarla. Nel 2012, il Consiglio dei ministri aveva approvato un disegno di legge di ratifica, ma il Parlamento decise di non pronunciarsi in materia. In attuazione dell'art. 6 della Costituzione italiana, a seguito di un processo di approvazione assai travagliato fu infine approvata dal Parlamento la legge 482/1999, che prevede norme di tutela a favore di dodici gruppi.
I paesi nei quali la carta è in vigore nel 2009 sono: Armenia, Austria, Cipro, Croazia, Danimarca, Finlandia, Germania, Liechtenstein, Lussemburgo, Montenegro, Norvegia, Paesi Bassi, Polonia (dal 1º giugno 2009), Regno Unito, Repubblica Ceca, Romania, Serbia, Slovacchia, Slovenia, Spagna, Svezia, Svizzera, Ucraina e Ungheria.